# 얀 네폼냐시
얀 알렉산드로비치 네폼냐시(러시아어: Ян Алекса́ндрович Непо́мнящий, , IPA: [ˈjan ɐlʲɪkˈsandrəvʲɪtɕ nʲɪˈpomnʲɪɕːɪj] (  미디어 ), 1990년 7월 14일~)는 러시아의 체스 그랜드마스터이자 해설가이다.
네폼냐시는 2010년, 2020년 러시아 체스 선수권 대회과 2010년 유럽 개인 체스 선수권 대회에서 우승했다. 그는 또한 2016년 탈 기념관과 2008년, 2015년 모두 아에로플로트 오픈 이벤트에서 우승했다. 그는 안탈리아 (2013)및 누르술탄 (2019)에서 러시아 팀의 일원으로 세계 팀 체스 선수권 대회에서 이겼다. 네폼냐시는 2015년 유럽 팀 체스 선수권 대회에서 레이캬비크 러시아 팀과 함께 우승했다.
2016년 10월, 네폼냐시는 패스트 체스와 블리츠 체스에서 세계 4위에 올랐다. 그는 W월드 래피드 선수권 대회에서 2개의 은메달과 월드 블리츠 선수권 대회에서 은메달을 획득했으며 2008 오딕스 오픈에서 우승했다. 2019년 12월, 그는 FIDE 그랑프리 2019에서 2위를 하여 후보 토너먼트 2020-21 자격을 얻었다. 그는 2021 FIDE Candidates 토너먼트에서 라운드를 남겨두고 우승하여 2021년 세계 체스 선수권 대회에서 세계 선수권 대회 타이틀을 획득할 수 있는 자격을 갖추었다. 2021년 12월, 그는 디펜딩 챔피언 망누스 칼센에게의 도전에서 패배했다.
네폼냐시는 전직 도타 준프로 선수이기도 하다.

## 서적
- 그랜드마스터 제논 프랑코(2021). Nepo처럼 못 박으세요!: 이안 네폼냐시의 베스트 30승 . [유한책임회사 엘크와 루비출판사].ISBN 978-5604-56073-0 .
- 그랜드마스터 도리안 로고젠코(2021). 8명의 좋은 남자: 2020-2021 후보자 토너먼트 . [유한책임회사 엘크와 루비출판사].ISBN 978-5604-17707-5ISBN 978-5604-17707-5 .
- 사이러스 락다왈라(2021). Nepomniachtchi: Move by Move . [에브리맨 체스].ISBN 9781781946251ISBN 9781781946251 .

## 같이 보기
- 유대인 체스 선수 목록
- 러시아 체스 선수 목록